# Ablefaria
La ablefaria, también llamada criptoftalmos, es la ausencia congénita de los párpados. ya sea de forma total o parcial.

## Causas
Puede ser congénita o adquirida como consecuencia de traumatismos, heridas, quemaduras, tumores malignos o enfermedades infecciosas como la sífilis.

## Tipos
Se presenta en dos formas distintas: una en la que la superficie del globo ocular aparece totalmente desprovista de velo protector y colocada fuera de la órbita y otra en que faltando la hendidura palpebral y en general el globo ocular, el tegumento pasa sin interrupción por delante de la región óculo-palpebral.
Unas veces la destrucción afecta a un solo ojo; otras comprende los dos y el globo del ojo, cuando existe, expuesto constantemente al contacto del aire y privado de sus medios naturales de defensa, está gravemente comprometido. La falta congénita completa del párpado, es en extremo rara, cuando no hay carencia del globo ocular.

## Tratamiento
El único tratamiento de la ablefaria es la autoplastia, en este caso particular la blefaroplastia.